# Universidad de Cienfuegos
Die Universidad de Cienfuegos (deutsch: Universität von Cienfuegos) befindet sich in Cienfuegos, der Hauptstadt der gleichnamigen Provinz in Zentral-Kuba.
Sie wurde am 6. Dezember 1979 als Instituto Superior Técnico de Cienfuegos (Technische Hochschule Cienfuegos) gegründet. Im Jahre 1994 wurde sie zur Universität erklärt und 1998 nach Carlos Rafael Rodríguez (1913–1997) benannt, einem der wichtigsten Repräsentanten der Kommunistischen Partei Kubas des 20. Jahrhunderts.
Die neugegründete Universität löste einige Probleme für Studenten aus Cienfuegos, die zuvor an der Universidad Central de Las Villas (Santa Clara) oder Universidad de La Habana studieren mussten.
Die Universität hatte im Studienjahr 2012/2013 insgesamt 4092 Studenten, davon 1238 im Präsenzstudium, 859 im Fernstudium, 735 im Teilzeitstudium und 1260 im Fortbildungsstudium. Von den 4092 Studierenden sind 2687 weiblich, im Präsenzstudium 716.
Die Universität hat verschiedene Fakultäten:
- Agrarwissenschaften (Facultad de Ciencias Agrarias)
- Betriebswirtschaft (Facultad de Ciencias Económicas y Empresariales)
- Geisteswissenschaften (Facultad de Ciencias Sociales y Humanísticas)
- Ingenieurwissenschaften (Facultad de Ingeniería)